# Tierra de Cameros

Comarca Tierra de Cameros –
blau: Camero Nuevo,
grün: Camero Viejo

Die Tierra de Cameros ist eine regionale Comarca innerhalb der autonomen Region La Rioja in der Subregion von Rioja Media im Norden Spaniens.

## Geografie
Die Gesamtfläche der Comarca beträgt ungefähr 855 km²; das zur bevölkerungsarmen Serranía Celtibérica gehörende Gebiet ist mit ca. 3.000 Einwohnern nur äußerst dünn besiedelt. Die durchschnittliche Höhe über dem Meeresspiegel beträgt ca. 950 m; die höchsten Gipfel sind der Cerro Cebosa (1530 m) und der Horquín (1585 m). Zwei Flüsse (Río Iregua und Río Leza) durchfließen das Gebiet von Süden nach Norden und münden östlich von Logroño in den Ebro.

## Geschichte
Jungsteinzeitliche, keltiberische, römische, westgotische und selbst islamisch-maurische Siedlungsspuren wurden – mit Ausnahme einer römischen Grabstele bei Villoslada – auf dem Gemeindegebiet nicht entdeckt. Das hochgelegene Gebiet diente vor seiner Besiedlung jahrhundertelang als Sommerweide für Schafe und Ziegen. Eine Rückeroberung (reconquista) fand wohl nicht statt, doch erfolgte ab dem 9./10. Jahrhundert eine Wieder- oder Neubesiedlung (repoblación). Im Jahr 1038 heiratete García III. von Navarra Estefanía von Foix, Tochter Bernard Rogers, des Grafen von Foix und Bigorre, der er als Morgengabe neben anderen Gütern die ambabus Cambaribus, ein heute als Tierra de Cameros bekanntes Gebiet in der mittleren Rioja schenkte. Im weiteren Verlauf des Mittelalters war die Region zeitweise zwischen den Königreichen Kastilien und Navarra umstritten; im Jahr 1366 vermachte Heinrich von Trastamara als Dank für geleistete Dienste 40 Dörfer der Cameros an Juan Ramírez de Arellano, dessen Nachfahren, die Condes de Águilar und die Duques de Abrantes lange Zeit Grundherrn (señores) der Gegend blieben. Nach der Abschaffung der Grundherrschaften im Jahr 1811 gehörte das Gebiet der Cameros zur altkastilischen Provinz Soria und kam erst im Jahr 1822 zur neugeschaffenen Provinz Logroño, aus der in den 1980er Jahren die Autonome Region La Rioja hervorging.
In der Sierra de Cameros befindet sich der größte Dolmenkomplex von La Rioja. Die schwer zugänglichen und zu findenden Kollektivgräber bestehen aus einer durch eine große vertikale Steinplatte oder einen Megalithen abgeschlossene Kammer und aus einem von Steinen umgebenen Grabhügel. 
Sie sind meist nicht ausgeschildert. Der Dolmen del Collado del Mallo wurde wieder aufgebaut und ist von Trevijano aus ausgeschildert.
Im Weiler Peciña bei San Vicente de la Sonsierra befindet sich der Dolmen von „la Cascaja“.

## Verwaltungsgliederung

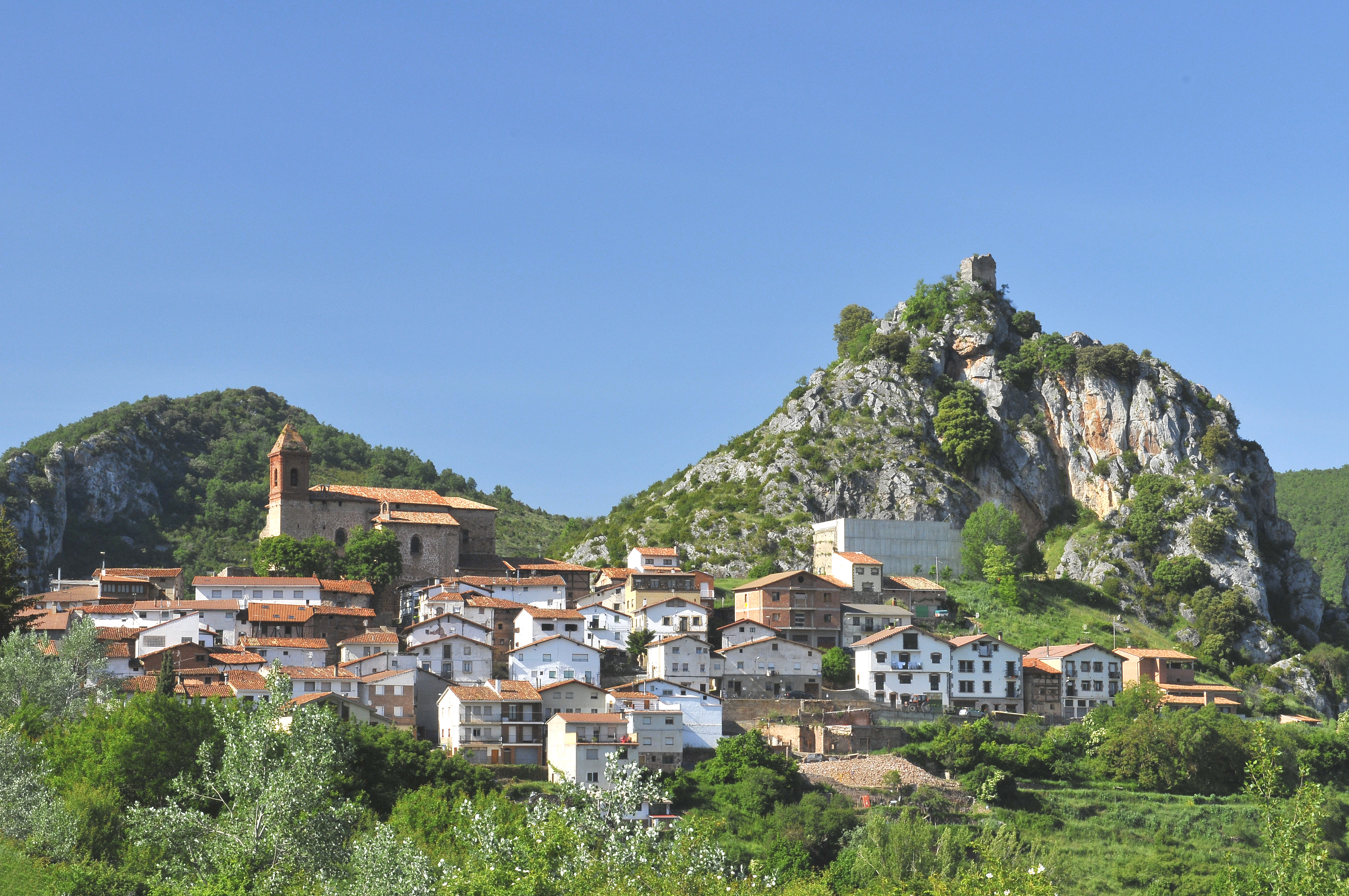
Nieva de Cameros

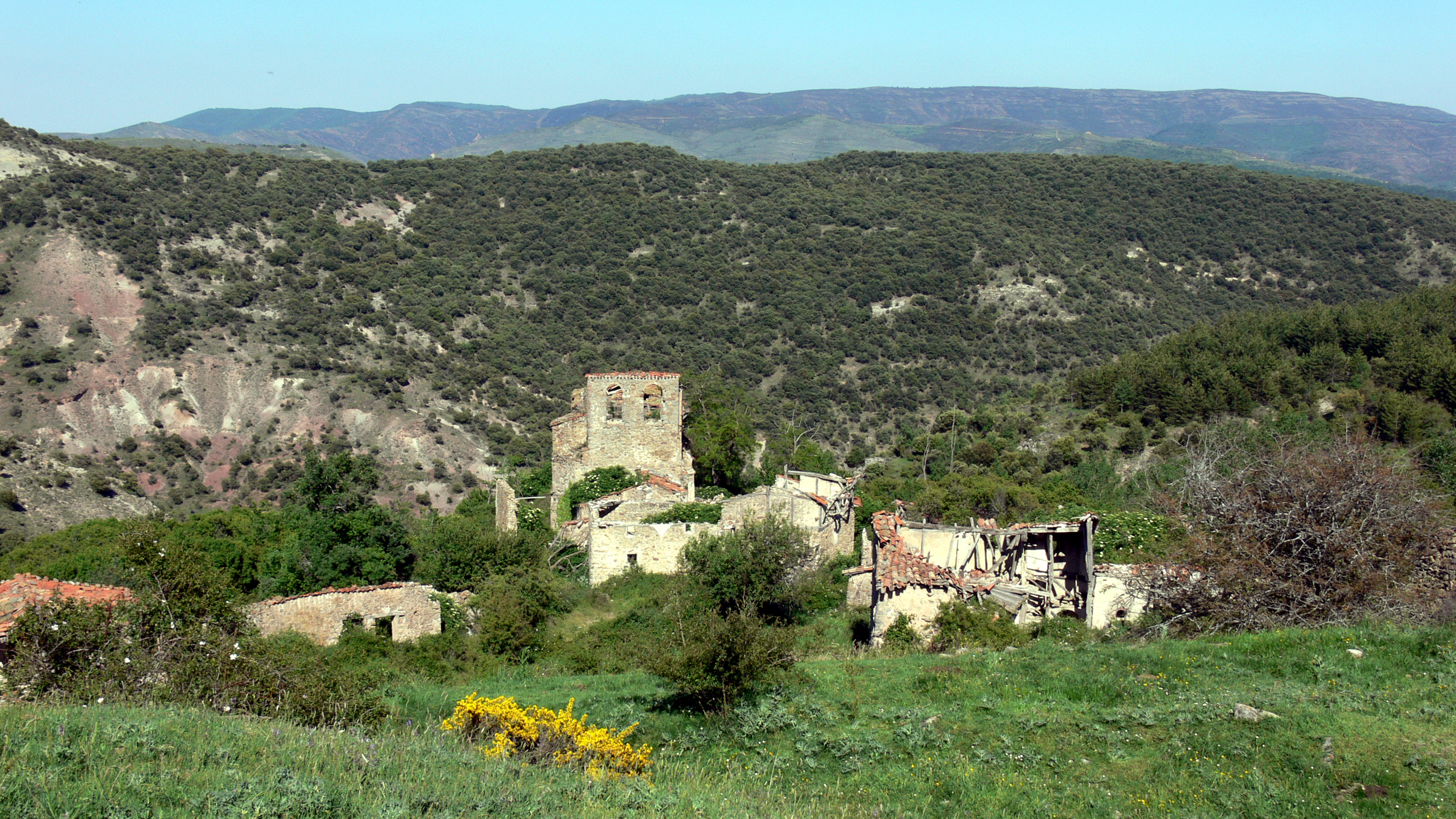
Montalbo de Cameros (despoblado)

In der Comarca Tierra de Cameros, auch als „Bergregion Sierra de Cameros“ bekannt, die sich in zwei  Gebiete wie folgt untergliedert, befinden sich 27 Gemeinden mit etlichen Weilern (pedanías); mehrere Orte (wie Montalbo en Cameros) sind bereits aufgegeben worden (despoblados) oder stehen kurz davor:

### Camero Nuevo
Almarza de Cameros, Brieva de Cameros, El Rasillo de Cameros, Gallinero de Cameros, Lumbreras, Montenegro de Cameros, Nestares, Nieva de Cameros, Ortigosa de Cameros, Pinillos, Pradillo, Torrecilla en Cameros, Viguera, Villanueva de Cameros, Villoslada de Cameros

### Camero Viejo
Ajamil de Cameros, Cabezón de Cameros, Hornillos de Cameros, Jalón de Cameros, Laguna de Cameros, Leza de Río Leza, Muro en Cameros, Rabanera de Cameros, San Román de Cameros, Soto en Cameros, Terroba, Torre en Cameros

## Wirtschaft und Infrastruktur
Die Bewohner der Cameros lebten jahrhundertelang als Selbstversorger von ihren steinigen Feldern und Gärten; die Hauptrolle spielte jedoch die Viehzucht zwecks Gewinnung von Milch, Käse und Fleisch bzw. Wurst. Vom Mittelalter bis ins ausgehende 19. oder frühe 20. Jahrhundert war in der schon lange als Weidegebiet genutzten Region eine auf Schafwolle basierende Textilindustrie beheimatet. Die Wandertierhaltung (Transhumanz) spielt heute keine wirtschaftliche Rolle mehr. Seit den 2000er-Jahren versucht man durch Förderung des Tourismus die kleinen Ortschaften zu erhalten.

## Anmerkung
Die autonome Region La Rioja ist unterteilt in drei Subregionen. Rioja Alta, Rioja Media und Rioja Baja, die sich weiter in 13 Verwaltungseinheiten untergliedern:
| Comarca de Anguiano |
| Comarca de Ezcaray  |

| Comarca de Haro                        |
| Comarca de Santo Domingo de la Calzada |
| Comarca de Nájera                      |

| Tierra de Cameros \| *Camero Nuevo \| \| *Camero Viejo \| |
| *Camero Nuevo                                             |
| *Camero Viejo                                             |

| *Camero Nuevo |
| *Camero Viejo |

| Comarca de Logroño |

| Comarca de Cervera |

| Comarca de Alfaro    |
| Comarca de Arnedo    |
| Comarca de Calahorra |

| Comarca de Anguiano |
| Comarca de Ezcaray  |

| Comarca de Haro                        |
| Comarca de Santo Domingo de la Calzada |
| Comarca de Nájera                      |

| Tierra de Cameros \| *Camero Nuevo \| \| *Camero Viejo \| |
| *Camero Nuevo                                             |
| *Camero Viejo                                             |

| *Camero Nuevo |
| *Camero Viejo |

| Comarca de Logroño |

| Comarca de Cervera |

| Comarca de Alfaro    |
| Comarca de Arnedo    |
| Comarca de Calahorra |